# Bradley Whitford
Cet article possède un paronyme, voir Brad_Whitford.
Pour les articles homonymes, voir Whitford.
Bradley Whitford est un acteur américain, né le 10 octobre 1959 à Madison, dans le Wisconsin (États-Unis).
Il est particulièrement connu pour son rôle dans les années 2000 de Josh Lyman dans la série À la Maison-Blanche (The West Wing), pour lequel il reçoit un Emmy Award en 2001.

## Vie privée
Il a été marié à l'actrice Jane Kaczmarek, ils ont divorcé en juin 2009.

## Filmographie

### Cinéma
- 1986 : Dead as a Doorman : Terry Reilly
- 1987 : Nuit de folie (Adventures in Babysitting) : Mike Todwell
- 1987 : Les Tronches 2 de Joe Roth : Roger
- 1990 : Urgences (Vital Signs) : Dr Donald Ballentine
- 1990 : Présumé innocent (Presumed Innocent) : Jamie Kemp
- 1990 : Young Guns 2 (Young Guns II) : Charles Phalen
- 1990 : L'Éveil (Awakenings) : Dr Tyler
- 1992 : Le Temps d'un week-end (Scent of a Woman) : Randy
- 1993 : The Silent Alarm : Referee Dad
- 1993 : Black Tie Affair (série télévisée) : Dave Brodsky
- 1993 : RoboCop 3 de Fred Dekker : Fleck
- 1993 : My Life : Paul Ivanovich
- 1993 : Un monde parfait (A Perfect World) : Bobby Lee
- 1993 : Philadelphia : Jamey Collins
- 1994 : Le Client (The Client) : Thomas Fink
- 1994 : Cobb : Process Server
- 1995 : Billy Madison : Eric Gordon
- 1995 : The Desperate Trail (vidéo) : Tommy Donnelly
- 1996 : My Fellow Americans : Carl Witnaur
- 1997 : The Spittin' Image
- 1997 : The People : Michael Leary
- 1997 : Masterminds : Miles Lawrence
- 1997 : Red Corner : Bob Ghery
- 1999 : Wildly Available : Professeur
- 1999 : La Muse (The Muse) : Hal
- 1999 : L'Homme bicentenaire (Bicentennial Man) : Lloyd Charney
- 2001 : Kate et Léopold : J.J. Camden
- 2005 : Quatre filles et un jean : Al
- 2005 : Little Manhattan : Adam
- 2012 : La Cabane dans les bois : Steve Hadley
- 2013 : Decoding Annie Parker de Steven Bernstein (en)
- 2013 : CBGB de Randall Miller : Nicky Gant
- 2013 : Dans l'ombre de Mary (Saving Mr. Banks) : Don DaGradi
- 2013 : Savannah d'Annette Haywood-Carter
- 2015 : I Saw the Light de Marc Abraham
- 2016 : Other People de Chris Kelly : Norman
- 2017 : Get Out : Dean Armitage
- 2017 : Megan Leavey de Gabriela Cowperthwaite : Bob
- 2017 : State of Mind (Three Christs) de Jon Avnet : Clyde
- 2017 : Pentagon Papers (The Post) de Steven Spielberg : Arthur Parsons
- 2017 : Unicorn Store de Brie Larson : Gene
- 2018 : Darkest Minds : Rébellion (The Darkest Minds) de Jennifer Yuh Nelson : le président Gray
- 2018 : Destroyer de Karyn Kusama : DiFranco
- 2019 : Godzilla 2 : Roi des monstres de Michael Dougherty : Dr. Stanton
- 2019 : L'ultime sacrifice de Todd Robinson : Carlton Stanton
- 2020 : Songbird d'Adam Mason : Mr Griffin
- 2020 : L'Appel de la forêt de Chris Sanders : le juge Miller
- 2020 : Sergio de Greg Barker : Paul Bremer
- 2021 : Tick, Tick... Boom! de Lin-Manuel Miranda : Stephen Sondheim

### Télévision

#### Téléfilms
- 1986 : C.A.T. Squad : Leon Trepper
- 1987 : Betty Ford, femme de président (The Betty Ford Story) : Jack Ford
- 1994 : Web of Deception : Larry Lake
- 1995 : Nothing But the Truth : 'Mack' McCarthy
- 1997 : Cloned : Rick Weston
- 1998 : The Sky's On Fire (en) : John Morgan, KTML News
- 1999 : Behind the Mask : Brian Shushan
- 2005 : Fathers and Sons : Anthony
- 2016 : All the Way de Jay Roach : Hubert Humphrey

#### Séries télévisées
- 1994 : X-Files (épisode Intraterrestres) : Daniel Trepkos
- 1995: Urgences (série télévisée) (Saison 1 Episode 19): Sean
- 1998 : Trois hommes sur le green (The Secret Lives of Men) (série télévisée) : Phil
- 1999 - 2006 : À la Maison-Blanche (The West Wing) : Josh Lyman
- 2001 : Malcolm (Malcolm in the Middle) : Un collègue de Hal (Saison 3, épisode 12)
- 2006-2007 : Studio 60 on the Sunset Strip : Danny Tripp
- 2009 : Monk : Dean Berry (Saison 7, épisode 11)
- 2010 : The Good Guys : Dan Stark
- 2011 : Mentalist : Timothy Carter (fin de la saison 3)
- 2011 : Los Angeles, police judiciaire (saison 1, épisode 16) : avocat de la défense Miklin
- 2013-2014 : Trophy Wife : Pete Harrison
- 2014 : New York, unité spéciale (saison 15, épisode 22) : Frank Maddox
- 2015-2020 : Brooklyn Nine-Nine : Roger Peralta (saison 2, épisode 18, saison 3, épisode 14 et saison 7, épisode 10)
- 2017 : Mom : La valse des méchantes mains : Mitch (saison 4, épisode 9)[1]
- 2018-2025 : The Handmaid's Tale : Commandant Joseph Lawrence (saison 2, épisodes 12 et 13 et saison 3)
- 2019 : Mom : Abstinence californienne : Mitch
- 2023 : New York, unité spéciale (saison 24, épisode 15) : Pence Humphreys
- 2024 : The madness : Stu Magnusson

## Voix françaises
En France, Daniel Lafourcade est la voix régulière de Bradley Whitford. Nicolas Marié l'a également doublé à six reprises.
| - Daniel Lafourcade dans : - À la Maison-Blanche (série télévisée) - Malcolm (série télévisée) - Little Manhattan - Studio 60 (série télévisée) - Burn Up, la planète s'embrase (en) (mini-série) - Monk (série télévisée) - US Marshals : Protection de témoins (série télévisée) - La Cabane dans les bois - Go On (série télévisée) - New York, unité spéciale (série télévisée) - Brooklyn Nine-Nine (série télévisée) - Agent Carter (série télévisée) - Happyish (série télévisée) - Mom (série télévisée) - Chicago Justice (série télévisée) - Unicorn Store - Darkest Minds : Rébellion - Valley of the Boom (série télévisée) - Destroyer - Godzilla 2 : Roi des monstres - Sergio - What If...? (voix) - Rosaline - The Madness (série télévisée) - Nicolas Marié dans : - Le Ciel est en feu (téléfilm) - Three Christs - The Handmaid's Tale : La Servante écarlate (série télévisée) - Pentagon Papers - L'Appel de la forêt - Songbird | - Jean-Philippe Puymartin dans : - New York Police Blues (série télévisée) - La Muse - Kate et Léopold - Hervé Bellon dans : - RoboCop 3 - Philadelphia - Vincent Violette dans : - Un monde parfait - Le Client - Olivier Destrez dans : - An American Crime - Bailey et Stark (série télévisée) Et aussi - Luc Bernard dans Nuit de folie - Thierry Ragueneau dans Les Tronches 2 - Renaud Marx dans Présumé Innocent - Alain Courivaud dans L'Éveil - Michel Mella dans Young Guns 2 - Patrick Laplace dans My Life - Bernard Lanneau dans Le Temps d'un week-end - Pierre Laurent dans X-Files : Aux frontières du réel (série télévisée) - Jérôme Keen dans Billy Madison - Edgar Givry dans Président ? Vous avez dit président ? - Guy Chapellier dans Masterminds (en) - Michel Dodane dans Trois hommes sur le green (série télévisée) - Patrick Osmond dans Red Corner - Laurent Nivet dans L'Homme bicentenaire - Bernard Alane dans Dans l'ombre de Mary - Jacques Bouanich dans All the Way (téléfilm) - Simon Duprez dans Get Out - François Dunoyer dans Tick, Tick... Boom! - Arnaud Arbessier dans Echo 3 (en) (série télévisée) |